# José María Quintana Cabanas
José María Quintana Cabanas (Bagá, Bergadá, 1930-Barcelona, 31 de mayo de 2013) fue un pedagogo que desde 1965 fue profesor y catedrático universitario: primero en la Universidad de Barcelona; más tarde en la Universidad Autónoma de Barcelona; y finalmente, desde 1987, en la Universidad Nacional de Educación a Distancia (UNED), donde se jubiló como Profesor y Catedrático Emérito.
Publicó 65 libros, publicó 293 artículos y tradujo 34 libros. Hizo docencia, investigación y publicaciones en los ámbitos de la Pedagogía, Filosofía, Filosofía de la Educación y la Psicología.
Fue el introductor en España de la [Pedagogía Social], a raíz de la publicación del libro Pedagogía Social (1984). De formación filosófica, se preocupó por los fundamentos filosóficos, teóricos e humanísticos de la Pedagogía y las Ciencias de la Educación.
Admirador de los autores alemanes, tradujo obras clásicas de filosofía (Kant,  Feuerbach, Fichte) y de pedagogía ( Pestalozzi).

## Libros
- Pedagogía Social (1988)
- Pedagogía Psicológica. La educación del carácter y de la personalidad (1989)
- Sociología de la Educación (1989)
- Pedagogía Estética. Concepción antinómica de la Belleza y del Arte (1993)
- Teoría de la Educación. Concepción antinómica de la educación (1995)
- Pedagogía Moral. El desarrollo moral integral (1995)
- Raíces griegas del léxico castellano, científico y médico (1996)
- Pedagogía Axiológica. La educación ante los valores (1998)
- La Axiología como fundamentación de la Filosofía (2000)
- El sociologismo pedagógico. Síntesis (2000)
- Las creencias y la educación. Pedagogía Cosmovisional (2001)
- La educación está enferma. Informe pedagógico sobre la educación actual (2004)
- Pacifismo, cultura social e interculturalidad. Perspectivas desde la educación (2005)
- La educación en valores y otras cuestiones pedagógicas (2005)
- Eduquemos mejor. Guía para padres y profesores (2007)
- La espiritualidad cristiana. Ascética y Mística (2009)
- Las personas introvertidas. Autoconocimiento, autoaceptación, ayuda (2007)
- Del sentimiento de inferioridad a la autoestima (2010)
- Las personas emotivas-impulsivas (2010)
- El estrés: ¿descargarlo o prevenirlo? (2011)
- Ni lobo ni cordero. El hombre es un ser mejorable (2012)
- Ensayo crítico de Mística Comparada. La espiritualidad oriental y la cristiana (2011)
- Historia de la Ascética y la Mística cristianas (2012)
- Pensamiento pedagógico en el idealismo alemán y en Schleiermaccher

## Traducciones
- Hegel: Lecciones de filosofía de la historia (1970, 1989)
- Kant: La religión dentro de los límites de la sola razón (1989)
- Kant: El único fundamento posible de una demostración de la existencia de Dios (1989)
- Feuerbach: Principios de la filosofía del futuro, y otros escritos (1989)
- Fichte: Introducción a la Doctrina de la Ciencia  (1987)

### Traducciones dePestalozzi
- Cartas sobre educación infantil (2006)
- La velada de un solitario y otros escritos (2001)
- Sobre legislación e infanticidio (2002)
- El canto del cisne (2003)
- Algunos escritos sociales (2003)
- Mis investigaciones sobre el curso de la naturaleza en la evolución de la humanidad (2004)
- El libro de las madres y otros escritos (2004)
- Cristóbal y Elsa y ensayos sociopolíticos (2004)
- Los destinos de mi vida y otros escritos (2005)
- La Carta de Stans y otros escritos (2005)
- Sobre la idea de educación elemental (2006)
- Alocución a su Instituto (1818) y otros escritos (2006)
- Leonardo y Gertrudis (Tercera y Cuarta Parte) (2007)
- Algunos escritos políticos (2007)
- Opiniones, experiencias y medios para fomentar un estilo de educación adecuado a la naturaleza humana (2008)
- Pestalozzi a su época / Opiniones sobre un seminario de maestros (2008)
- Cómo Gertrudis enseña a sus hijos (Introducción y edición; traducción de L. Luzuriaga) (2009)
- Leonardo y Gertrudis. (Primera y Segunda Parte) (Edición; traducción de E. Ovejero) (2009)